# Karl Killian
Karl Killian (* 2. November 1903; † 13. Dezember 1991) war ein österreichischer Geodät und Erfinder.

## Leben
Killian arbeitete als Privatgelehrter auf fast allen Gebieten der Vermessung, Geometrie und Höheren Geodäsie, aber auch an Themen der Angewandten und Theoretischen Geophysik, der Mathematik und der Naturphilosophie.
Um 1970 Jahren wurde ihm der Titel Professor zuerkannt. Einem Anstellung an einer Hochschule hatte er nie, er pflegte aber Gedankenaustausch mit Hochschullehrern.
In Anerkennung seines wissenschaftlichen Lebenswerks verlieh ihm die Österreichische Kommission für die Internationale Erdmessung (ÖKIE) im Jahr 1978 die Friedrich Hopfner-Medaille.
Aus der Fülle von Killians Arbeiten und Anregungen seien drei für seine Denkweise typische Themen bzw. Begebenheiten herausgegriffen:

## Drei Themen

### Vermessungspraxis
Als Karl Killian um 1970 in den Donauauen einen größeren Vermessungsauftrag bearbeitete, waren wie dort üblich die Gelsen (Stechmücken) das größte Problem. Wenn der Geodät am Okular des Theodolits – damals noch ohne unterstützende Automatik – im dichten Urwald minutenlang eine Visur oder eine Fluchtstange suchen musste, wurde er das Opfer von hunderten Stichen pro Minute. Übliche Abwehrmaßnahmen wie Flüchten, Wedeln, Gelsencreme fruchteten wenig (Letztere belastete Augen und Nase). Nur heftige Bewegung nützte. Killian aber erfand den Gelsenschirm: ein speziell montierter Regenschirm, der mittels Fußhebel alle paar Sekunden auf- und zugeklappt wird.

### Geometrie
„Gefährliche Örter“ beim Rückwärtsschnitt: Wie in Fachkreisen bekannt, ist diese Methode der Standpunktbestimmung ungenau, wenn die angemessenen Ziele (meist Kirchtürme) und der eigene Vermessungspunkt annähernd auf einem Kreis liegen. Was dem praktischen Geometer seit etwa 200 Jahren zu schaffen machte (Problem von Pothenot mit hunderten Fachpublikationen und Tipps), veranlasste Killian zu einem originellen Ausweg: der Analyse des 3D-Rückwärtsschnitts.
Die Problematik ändert sich nämlich, wenn die „3 gefährlichen Punkte“ auf verschiedenen Meereshöhen liegen. Später wurde Killians Idee sogar auf die Auswertung von Satellitenmessungen (optisch oder mit Satellitenkameras) ausgeweitet und ermöglichte eine bessere Planung europaweiter Messkampagnen (siehe auch Stellartriangulation).

### Geophysik
Als sich in den 1980ern die Plattentektonik allgemein durchsetzte, hatte Killian wie andere große Zweifel, woher die ungeheuren, ganze Kontinente verschiebenden Kräfte kommen sollten. Er vermutete, es könne eine Frage verminderter Reibung der Schichten im Erdinneren sein – Stichwort Gleitreibung. Lange tüftelte er an geeigneten mechanisch-physikalischen Modellen, Materialien und Theorien, bis er herausbekam, dass zwei glatte Holzflächen den unterirdischen Gesteins-Parametern am nächsten kämen.
Glücklicherweise hatte er seine Idee vorher zwei Geodäsie-Professoren unterbreitet. Einer davon, Kurt Bretterbauer, erinnerte sich Jahre später daran und begann mit einem Mechanikus, ein solches Holzmodell zu konstruieren. Als es nach einigen Wochen zufriedenstellend funktionierte, erwies sich Killians Intuition als völlig zutreffend: Ab einer gewissen, geringen Neigung der hölzernen „Mohofläche“ (Trennschicht Erdkruste-Erdmantel) genügte eine winzige Kraft, um die obere Schicht ins gleichmäßige Gleiten zu bringen. Auch war der zutreffende Neigungswinkel (nach geomechanischer Umrechnung) – aus Sicht der angewandten Geologie plausibel.